# Serie A1 2010-2011 (rugby a 15)
La serie A1 2010-11 fu il 77º campionato di seconda divisione di rugby a 15 in Italia.
Si tenne dal 3 ottobre 2010 al 29 maggio 2011 tra 12 squadre a girone unico con una coda di play-off tra le prime tre classificate e la prima della serie A2.
La stagione regolare fu vinta da Calvisano, volontariamente retrocessa dal Super 10 solo due stagioni prima per ragioni economiche e riassegnato alla serie A2.
I bresciani giunsero fino alla finale promozione di Reggio Emilia, dove batterono Firenze 1931 19-0 conquistando il titolo di categoria e la promozione in Eccellenza
.
I playout videro Badia e Amatori Milano spareggiare rispettivamente contro i Gladiatori Sanniti di Benevento e il Roccia Rubano.
I milanesi persero lo spareggio e retrocessero in serie B mentre i veneti di Badia, vincendo lo spareggio, scesero in A2 relegando i campani in serie B.
Per l'Amatori Milano fu l'ultimo campionato portato a termine: pochi mesi più tardi, in serie B, dopo tre partite disertate per motivi economici, il club, in passato 18 volte campione d'Italia, fu escluso dal campionato e dichiarò fallimento dopo 84 anni di storia.

## Squadre partecipanti
| Club           | Sponsor                            | Città             | Impianto interno                 |
| -------------- | ---------------------------------- | ----------------- | -------------------------------- |
| Amatori Milano |                                    | Milano            | Arena Civica                     |
| Badia          | Zhermack (materiali odontoiatrici) | Badia Polesine    | Nuovi impianti sportivi comunali |
| Brescia        | Banco di Brescia                   | Brescia           | Stadio Invernici                 |
| Calvisano      | Cammi (edilizia)                   | Calvisano)        | Stadio San Michele               |
| CUS Verona     |                                    | Verona            | C.S. Gavagnin-Nocini             |
| Fiamme Oro     |                                    | Roma              | C.S. P.S. Ponte Galeria          |
| Firenze 1931   | Consiel (energia elettrica)        | Firenze           | Stadio Padovani                  |
| Livorno        |                                    | Livorno           | Stadio Montano                   |
| Pro Recco      |                                    | Recco)            | Stadio Androne                   |
| San Donà       |                                    | San Donà di Piave | Stadio Pacifici                  |
| San Gregorio   |                                    | Nicolosi          | Stadio Monti Rossi               |
| Udine          |                                    | Udine             | Stadio Gerli                     |

## Formula
Il campionato, come nelle edizioni precedenti, si tenne a girone unico; a essere interessati ai play-off e ai play-out furono le prime tre classificate e le ultime due.
Per quanto riguarda i play-off la loro composizione fu la seguente:
- la seconda e la terza classificata di serie A1 si incontrarono in gara doppia nella prima semifinale
- la vincitrice della serie A1 e quella di A2 si incontrarono nella seconda semifinale, sempre in gara doppia.
- le vincitrici delle due semifinali si incontrarono per il titolo di campione d'Italia di serie A e la promozione in Super 10[3].
- le ultime due della serie A1 spareggiarono in gara doppia contro la nona e la decima classificata della serie A2: le perdenti furono retrocesse in serie B, le vincenti furono riassegnate alla serie A1 della stagione successiva[3].

## Stagione regolare
| 3-10-2010  | 1ª/12ª giornata            | 16-1-2011 |
| ---------- | -------------------------- | --------- |
| 34-10      | S. Gregorio - Am. Milano   | 31-24     |
| 14-24      | Udine - CUS Verona         | 23-23     |
| 20-0       | Brescia - Livorno          | 15-20     |
| 7-32       | Badia - San Donà           | 12-29     |
| 20-24      | Firenze 1931 - FF. Oro     | 19-16     |
| 6-33       | Pro Recco - Calvisano      | 0-44      |
|            |                            |           |
| 24-10-2010 | 4ª/15ª giornata            | 20-2-2011 |
| 41-9       | Calvisano - S. Gregorio    | 7-25      |
| 39-21      | San Donà - Am. Milano      | 28-5      |
| 28-16      | Pro Recco - Udine          | 20-28     |
| 67-12      | FF. Oro - Brescia          | 37-10     |
| 27-17      | CUS Verona - Firenze 1931  | 21-17     |
| 23-10      | Livorno - Badia            | 14-23     |
|            |                            |           |
| 28-11-2010 | 7ª/18ª giornata            | 3-4-2011  |
| 31-11      | S. Gregorio - Udine        | 25-15     |
| 11-17      | Am. Milano - CUS Verona    | 27-28     |
| 22-16      | Firenze 1931 - Brescia     | 16-10     |
| 10-19      | Badia - Pro Recco          | 10-44     |
| 16-9       | Calvisano - FF. Oro        | 16-10     |
| 12-6       | San Donà - Livorno         | 30-29     |
|            |                            |           |
| 19-12-2010 | 10ª/21ª giornata           | 1-5-2011  |
| 32-23      | Firenze 1931 - S. Gregorio | 34-43     |
| 36-7       | Badia - Am. Milano         | 29-17     |
| 19-23      | Udine - San Donà           | 6-43      |
| 0-53       | Brescia - Calvisano        | 0-44      |
| 18-19      | Pro Recco - CUS Verona     | 27-24     |
| 40-7       | FF. Oro - Livorno          | 19-25     |

| 10-10-2010 | 2ª/13ª giornata           | 23-1-2011 |
| ---------- | ------------------------- | --------- |
| 0-28       | Livorno - S. Gregorio     | 10-19     |
| 29-19      | Am. Milano - Udine        | 0-38      |
| 23-18      | CUS Verona - Brescia      | 10-3      |
| 58-3       | Calvisano - Badia         | 23-0      |
| 10-24      | San Donà - Firenze 1931   | 17-17     |
| 19-15      | FF. Oro - Pro Recco       | 20-8      |
|            |                           |           |
| 31-10-2010 | 5ª/16ª giornata           | 6-3-2011  |
| 49-10      | S. Gregorio - CUS Verona  | 17-15     |
| 31-23      | Am. Milano - Livorno      | 7-18      |
| 11-13      | Udine - Brescia           | 8-16      |
| 3-36       | Badia - FF. Oro           | 17-37     |
| 11-0       | Firenze 1931 - Pro Recco  | 40-28     |
| 42-5       | Calvisano - San Donà      | 24-9      |
|            |                           |           |
| 5-12-2010  | 8ª/19ª giornata           | 10-4-2011 |
| 22-21      | FF. Oro - S. Gregorio     | 10-33     |
| 50-8       | Firenze 1931 - Am. Milano | 36-15     |
| 28-0       | Udine - Badia             | 18-16     |
| 13-25      | Brescia - San Donà        | 8-19      |
| 14-17      | CUS Verona - Calvisano    | 16-56     |
| 20-12      | Pro Recco - Livorno       | 17-15     |
|            |                           |           |
| 9-1-2011   | 11ª/22ª giornata          | 8-5-2011  |
| 38-26      | S. Gregorio - Badia       | 26-37     |
| 14-16      | Am. Milano - Brescia      | 33-27     |
| 20-22      | Livorno - Udine           | 20-18     |
| 11-6       | CUS Verona - FF. Oro      | 34-40     |
| 20-15      | Calvisano - Firenze 1931  | 15-25     |
| 20-3       | San Donà - Pro Recco      | 32-13     |

| 17-10-2010 | 3ª/14ª giornata         | 30-1-2011 |
| ---------- | ----------------------- | --------- |
| 28-24      | S. Gregorio - San Donà  | 15-18     |
| 9-26       | Am. Milano - Calvisano  | 13-50     |
| 17-20      | Udine - FF. Oro         | 18-33     |
| 17-5       | Brescia - Pro Recco     | 19-20     |
| 6-18       | Badia - CUS Verona      | 21-24     |
| 30-10      | Firenze 1931 - Livorno  | 27-19     |
|            |                         |           |
| 7-11-2010  | 6ª/17ª giornata         | 27-3-2011 |
| 13-16      | Pro Recco - S. Gregorio | 26-54     |
| 48-3       | FF. Oro - Am. Milano    | 45-5      |
| 17-8       | Udine - Firenze 1931    | 3-34      |
| 27-34      | Brescia - Badia         | 20-40     |
| 24-18      | CUS Verona - San Donà   | 3-35      |
| 16-36      | Livorno - Calvisano     | 6-43      |
|            |                         |           |
| 12-12-2010 | 9ª/20ª giornata         | 17-4-2011 |
| 40-3       | S. Gregorio - Brescia   | 30-10     |
| 60-27      | Pro Recco - Am. Milano  | 22-0      |
| 31-13      | Calvisano - Udine       | 36-20     |
| 24-15      | Livorno - CUS Verona    | 0-29      |
| 12-51      | Badia - Firenze 1931    | 24-43     |
| 23-16      | San Donà - FF. Oro      | 19-30     |

### Classifica
|  |     | Squadra        | G  | V  | N | P  | PF  | PS  | P±   | B  | Pen | Pt |
|  | --- | -------------- | -- | -- | - | -- | --- | --- | ---- | -- | --- | -- |
|  | 1.  | Calvisano      | 22 | 20 | 0 | 2  | 731 | 223 | 508  | 12 | 0   | 92 |
|  | 2.  | San Gregorio   | 22 | 17 | 0 | 5  | 635 | 398 | 237  | 14 | 0   | 82 |
|  | 3.  | Firenze 1931   | 22 | 15 | 1 | 6  | 588 | 378 | 210  | 14 | 0   | 76 |
|  | 4.  | Fiamme Oro     | 22 | 15 | 0 | 7  | 604 | 352 | 252  | 15 | 0   | 75 |
|  | 5.  | San Donà       | 22 | 15 | 1 | 6  | 510 | 365 | 145  | 10 | 0   | 72 |
|  | 6.  | CUS Verona     | 22 | 13 | 1 | 8  | 429 | 464 | −35  | 10 | 0   | 64 |
|  | 7.  | Pro Recco      | 22 | 9  | 0 | 13 | 412 | 486 | −74  | 6  | 0   | 42 |
|  | 8.  | Udine          | 22 | 6  | 1 | 15 | 382 | 493 | −111 | 5  | 0   | 31 |
|  | 9.  | Brescia        | 22 | 5  | 0 | 17 | 293 | 571 | −278 | 10 | 0   | 30 |
|  | 10. | Livorno        | 22 | 6  | 0 | 16 | 317 | 511 | −194 | 9  | 4   | 29 |
|  | 11. | Badia          | 22 | 6  | 0 | 16 | 376 | 632 | −256 | 9  | 4   | 29 |
|  | 12. | Amatori Milano | 22 | 3  | 0 | 19 | 316 | 720 | −404 | 6  | 0   | 18 |

## Verdetti
- Calvisano: Campione d'Italia serie A, promossa in Eccellenza 2011-12
- Badia: riassegnata alla serie A2 2011-12 dopo spareggio
- Amatori Milano: retrocessa in serie B 2011-12 dopo spareggio